# Jacovce
Jacovce este o comună slovacă, aflată în districtul Topoľčany din regiunea Nitra. Localitatea se află la altitudinea de 194 m deasupra n.m., se întinde pe o suprafață de 10,01 km2 și în 2017 număra 1.760 de locuitori. Se învecinează cu comuna Prašice.

## Istoric
Localitatea Jacovce este atestată documentar din 1224.

## Demografie
| An:                | 1994 | 2004   | 2014   | 2024   |
| ------------------ | ---- | ------ | ------ | ------ |
| Număr de persoane: | 1807 | 1795   | 1754   | 1770   |
| Diferență:         |      | −0,66% | −2,28% | +0,91% |

| An:                | 2023 | 2024   |
| ------------------ | ---- | ------ |
| Număr de persoane: | 1782 | 1770   |
| Diferență:         |      | −0,67% |